# Order Skanderbega

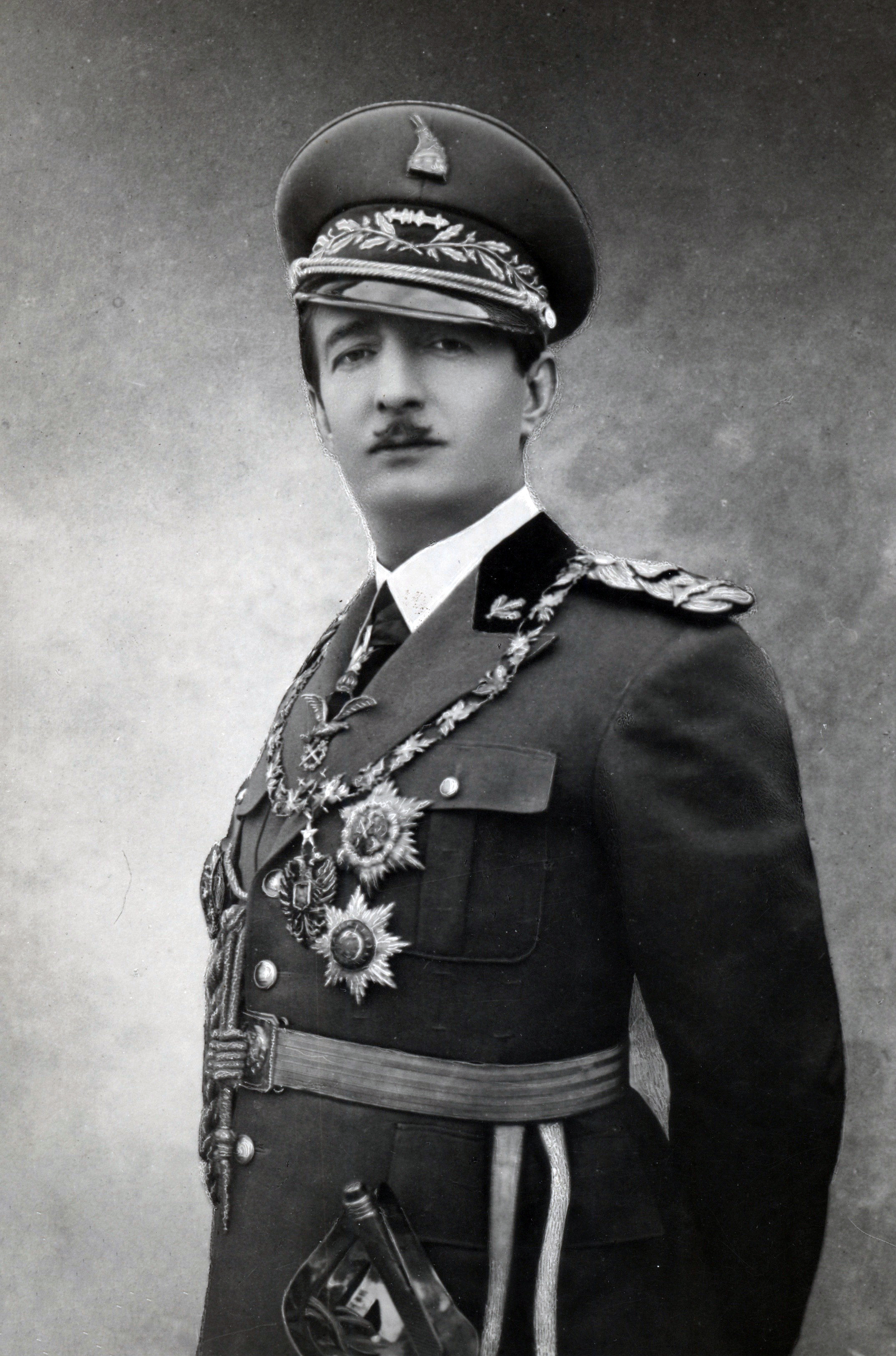
Prezydent Albanii Ahmed Zogu – fundator Orderu Skanderbega

 Order Skanderbega (alb. Urdhëri i Skënderbeut) – odznaczenie państwowe Republiki i Królestwa Albanii ustanowione w 1925 przez prezydenta Albanii Ahmeda Zogu (późniejszego króla, Zoga I).

## Historia
Order Skanderbega został ustanowiony 12 grudnia 1925 przez prezydenta Albanii Ahmeda Zogu na cześć albańskiego bohatera narodowego Skanderbega. Podczas okupacji Albanii przez faszystowskie Włochy, order był przyznawany przez władze okupacyjne, które wprowadziły znaczne zmiany w jego wyglądzie. Na emigracji był nadal przyznawany jako order dynastyczny przez króla Zoga I i jego syna Lekę. Dzielił się na cztery klasy, a w okresie okupacji włoskiej dodano jedną klasę więcej. Po zakończeniu II wojny światowej rząd komunistyczny w Albanii zniósł Order Skanderbega i wprowadził na jego miejsce odznaczenie o podobnej nazwie, lecz o zupełnie innym wyglądzie. Republika Albanii wprowadziła odznaczenie nawiązujące do Orderu Skanderbega sprzed 1946.

## Zasady nadawania
Order Skanderbega jest przyznawany za wybitne zasługi cywilne i wojskowe. Może być przyznawany Albańczykom oraz cudzoziemcom.

## Opis odznaki
Odznaką orderu jest mocno stylizowany złoty dwugłowy orzeł z czerwonej emalii. Nad głowami orła widnieje złota gwiazda, a na jego piersi medalion  z wyobrażeniem hełmu Skan-derbega na szafirowym tle, otoczony podwójnym ornamentem oraz wieńcem dębowym z zielonej emalii. Gwiazda orderu jest ośmiokątna, wykonana ze srebra. Pośrodku gwiazdy znajduje się okrągły złoty medalion z odznaki orderu. Wstążka orderu ma kolor czarny z czerwonym paskiem wzdłuż obu brzegów oraz nitką czerwonej bordiury. Podczas okupacji włoskiej wprowadzono zasadnicze zmiany do wyglądu odznaki i gwiazdy orderu. Była nią biała pięcioramienna gwiazda z medalionem zawierającym wizerunek albańskiego dwugłowego orła, otoczona ornamentem i napisem FERT (Fides Est Regni Tutela – wiara jest obrońcą królestwa, motto dynastii sabaudzkiej), zwieńczona hełmem Skanderbega.
| Sposób noszenia Orderu Skanderbega | Sposób noszenia Orderu Skanderbega | Sposób noszenia Orderu Skanderbega | Sposób noszenia Orderu Skanderbega | Sposób noszenia Orderu Skanderbega |
| --- | ---------------------------------- | ---------------------------------- | ---------------------------------- | ---------------------------------- |
| |                                    |                                    |                                    |                                    |
| 1 – Kawaler (Kalors), 2 – Oficer (Oficer), 3 – Komandor (omendator), 4 – Wielki Oficer (Oficer i Madh), 5 – Krzyż Wielki (Kalors i Madh) |                                    |                                    |                                    |                                    |
| Baretki orderu (monarchia) |                                    |                                    |                                    |                                    |
| Kawaler | Oficer                             | Komandor                           | Wielki Oficer                      | Krzyż Wielki                       |
| Baretki orderu (republika) |                                    |                                    |                                    |                                    |
| III klasa | II klasa                           | I klasa                            |                                    |                                    |